# Corey Ashe
Corey Alan Ashe (Virginia Beach, 14 marzo 1986) è un ex calciatore statunitense, di ruolo difensore.

## Carriera

### Club
Ha sempre giocato nel campionato statunitense.

### Nazionale
Pur senza mai scendere in campo ha vinto la Gold Cup nel 2013.

## Palmarès

### Nazionale
- Gold Cup: 1

2013